# Allianz Arena
Allianz Arena ([ʔali̯ˈants ʔaˌʁeːnaː]) là một sân vận động bóng đá ở München, Bayern, Đức. Sân có sức chứa 70.000 chỗ ngồi cho các trận đấu quốc tế và 75.000 chỗ ngồi cho các trận đấu trong nước. Được biết đến rộng rãi với bề ngoài bằng các tấm nhựa ETFE được bơm căng, đây là sân vận động đầu tiên trên thế giới có ngoại thất thay đổi hoàn toàn màu sắc. Tọa lạc tại 25 Werner-Heisenberg-Allee ở rìa phía bắc của quận Schwabing-Freimann của München trên Fröttmaning Heath, đây là sân vận động lớn thứ hai ở Đức, sau Westfalenstadion ở Dortmund.
FC Bayern München đã chơi các trận đấu trên sân nhà tại Allianz Arena kể từ đầu mùa giải 2005-06. Câu lạc bộ trước đó đã chơi các trận đấu trên sân nhà của đội tại Sân vận động Olympic München từ năm 1972. 1860 München trước đây có 50% cổ phần trong sân vận động này, nhưng Bayern München đã mua cổ phần của 1860 München với giá 11 triệu euro vào tháng 4 năm 2006 do 1860 München gặp vấn đề tài chính. Sự sắp xếp cho phép 1860 München chơi tại sân vận động trong khi không có quyền sở hữu cho đến năm 2025. Tuy nhiên, vào tháng 7 năm 2017, hợp đồng cho thuê đã bị chấm dứt, khiến Bayern München trở thành đội thuê duy nhất của sân vận động.
Nhà cung cấp dịch vụ tài chính lớn có trụ sở tại địa phương Allianz đã mua quyền đặt tên cho sân vận động trong 30 năm. Tuy nhiên, tên này không thể được sử dụng khi tổ chức các sự kiện của FIFA và UEFA, vì các cơ quan quản lý này có chính sách cấm tài trợ của công ty từ các công ty không phải là đối tác chính thức của giải đấu. Trong Giải vô địch bóng đá thế giới 2006, sân vận động này được gọi là FIFA WM-Stadion München (Sân vận động FIFA World Cup, Munich). Trong các trận đấu thuộc giải đấu UEFA của câu lạc bộ và Nations League, sân được gọi là Fußball Arena München (Football Arena Munich, [ˌfuːsbal ʔaʁeːnaː ˈmʏnçn̩]). Allianz Arena đã tổ chức trận chung kết UEFA Champions League 2012 và sẽ tổ chức trận chung kết năm 2025 sắp tới, chuyển từ năm 2023. Sân vận động này có biệt danh là "Schlauchboot" ("xuồng ba lá"). Kể từ năm 2012, bảo tàng của Bayern München, FC Bayern Erlebniswelt, đã được đặt bên trong Allianz Arena.

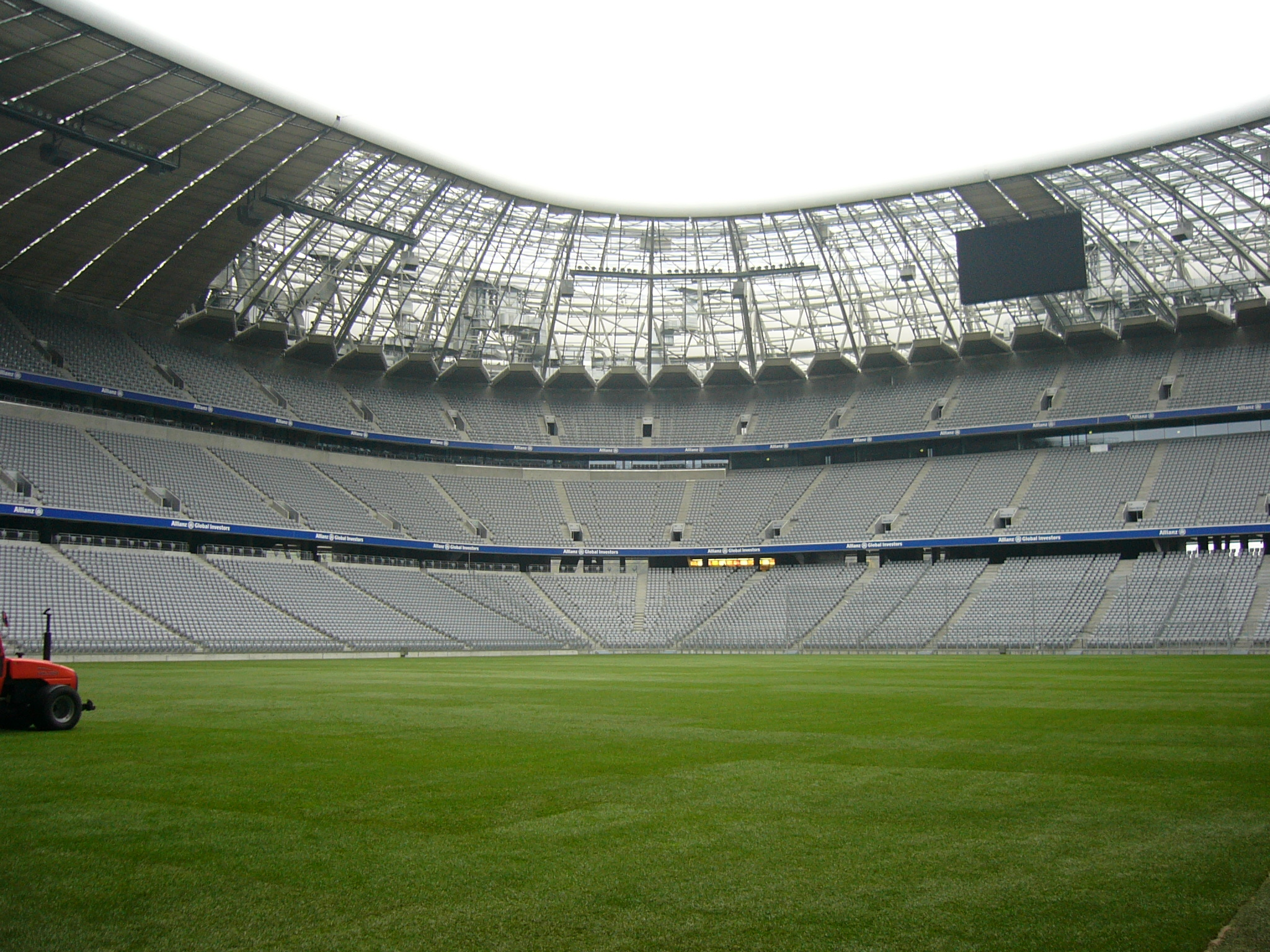
Một phần rèm che nắng của mái che Allianz Arena được mở ra

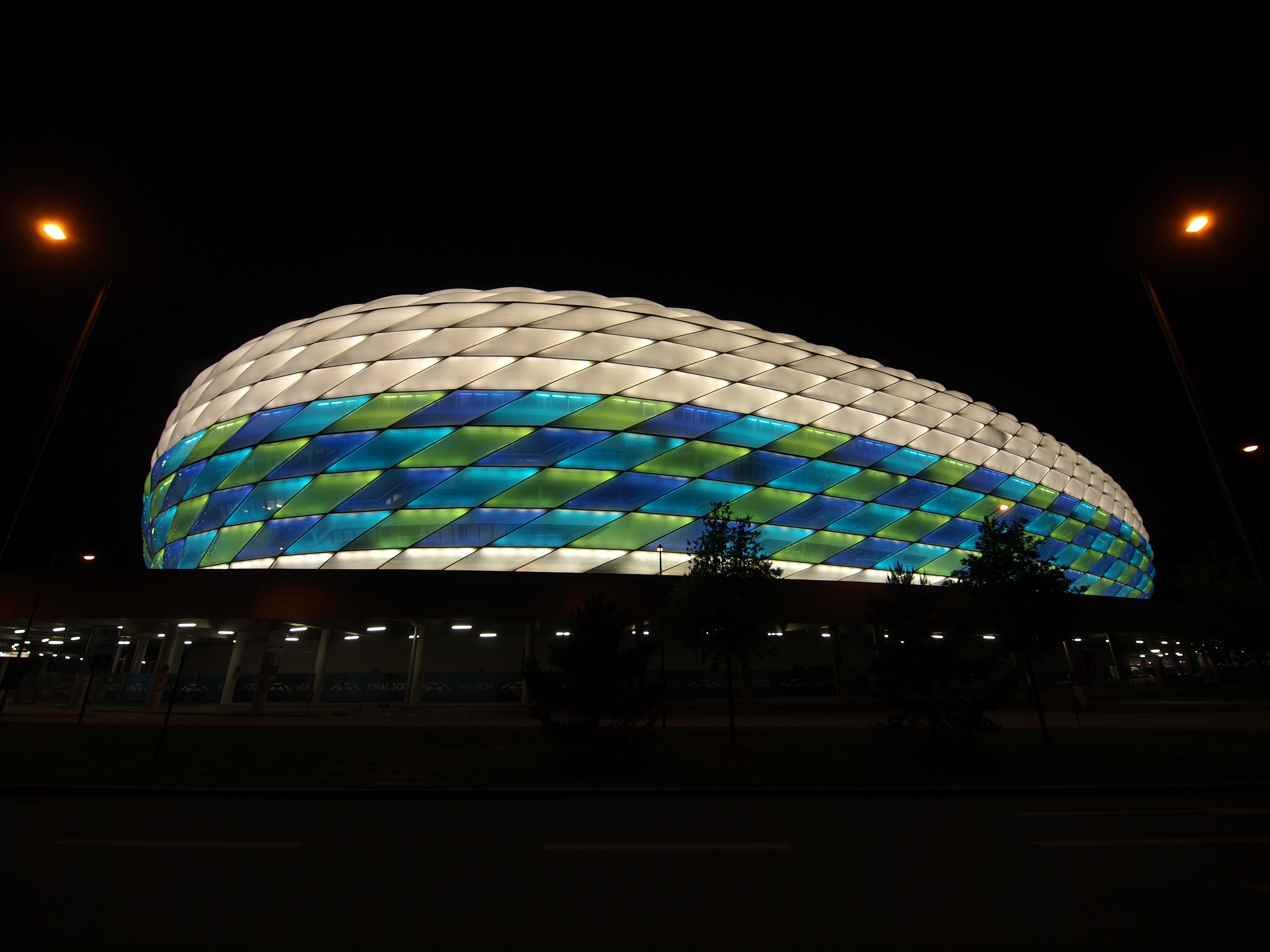
Ánh sáng trong trận chung kết UEFA Champions League 2011-12

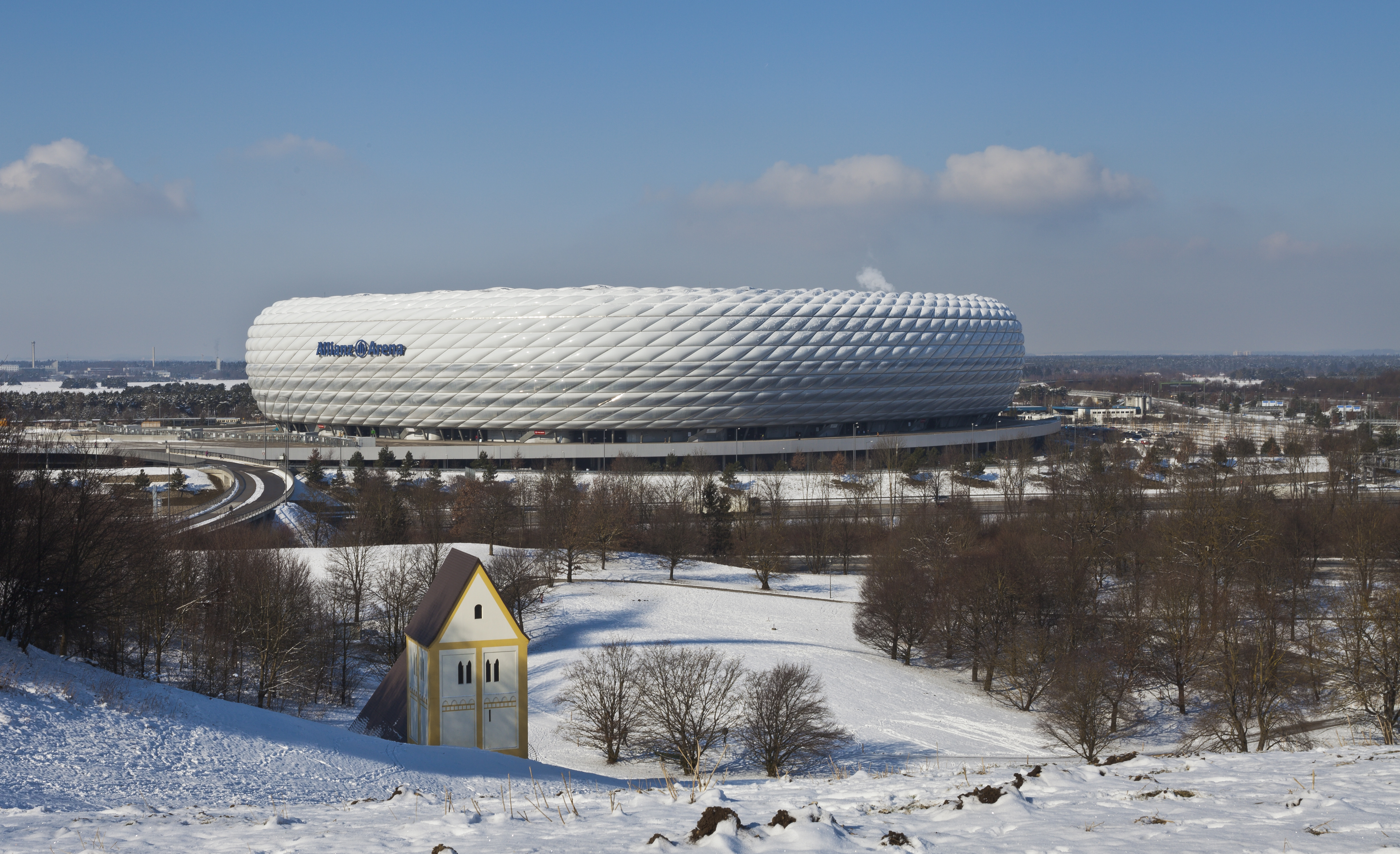
Allianz Arena với Nhà thờ Holy Cross nhà thờ cổ nhất của München.

## Thiết kế

### Sức chứa
Có hiệu lực với sự chấp thuận của thành phố về các sửa đổi được cấp ngày 16 tháng 1 năm 2006, sức chứa hợp pháp của sân vận động đã tăng từ 69.000 lên 71.000 khán giả (bao gồm cả phòng đứng). Tầng dưới có thể lên đến 20.000 chỗ ngồi, tầng giữa lên đến 24.000 chỗ ngồi và tầng trên lên đến 22.000 chỗ ngồi. 10.400 chỗ ngồi ở các góc tầng thấp hơn có thể được chuyển đổi thành phòng đứng để có thêm 3.120 khán giả. Tổng sức chứa bao gồm 2.000 chỗ ngồi thương gia, 400 chỗ ngồi cho báo chí, 106 chiếc hộp sang trọng với sức chứa lên đến 174 chỗ ngồi, và 165 bến cho xe lăn và những thứ tương tự. Từ nửa sau của mùa giải Bundesliga 2005-06, đấu trường có thể chứa 69.901 khán giả tại các trận đấu thuộc giải vô địch quốc gia và Cúp bóng đá Đức, nhưng do quy định của UEFA, sức chứa vẫn ở mức 66.000 chỗ ngồi cho các trận đấu UEFA Champions League và Cúp UEFA. Bayern München giới hạn sức chứa trong các trận đấu ở giải vô địch quốc gia và cúp của họ là 69.000 chỗ ngồi. Một phần mái che phủ tất cả các chỗ ngồi, mặc dù gió vẫn có thể thổi mưa vào một số chỗ ngồi. Trước mùa giải 2012–13, Bayern München thông báo rằng sức chứa đã được tăng lên 71.000 chỗ ngồi cho các trận đấu trong nước và 68.000 chỗ ngồi cho các trận đấu của UEFA, với việc bổ sung thêm 2.000 chỗ ngồi ở tầng trên của đấu trường.
Allianz Arena cũng có ba trung tâm chăm sóc ban ngày và một cửa hàng dành cho người hâm mộ, FC Bayern München Megastore. Hàng hóa được cung cấp tại các quầy dọc theo mặt trong của bức tường bên ngoài bên trong khu vực phía sau ghế. Nhiều nhà hàng và quán ăn nhanh cũng nằm xung quanh sân vận động.
Có bốn phòng thay đồ của đội (mỗi phòng dành cho hai đội chủ nhà và đối thủ của họ), bốn phòng thay đồ dành cho huấn luyện viên và hai phòng thay đồ cho trọng tài. Hai khu vực được cung cấp để các vận động viên có thể khởi động (khoảng 110 m² mỗi khu vực). Ngoài ra còn có 550 nhà vệ sinh và 190 màn hình trong đấu trường.
Vào ngày 28 tháng 4 năm 2013, FC Bayern thông báo bán thêm 300 vé ở Südkurve bắt đầu từ mùa giải Bundesliga 2013-14.
Vào ngày 21 tháng 1 năm 2014, Karl-Heinz Rummenigge tuyên bố rằng FC Bayern thảo luận về việc mở rộng thêm sân vận động Allianz Arena. Khoảng 2.000 chỗ ngồi mới sẽ được lắp đặt ở hạng trên và khoảng 2.000 vé nữa sẽ được bán ở Nord- và Südkurve. Vào tháng 8 năm 2014, có thông tin cho rằng việc mở rộng công suất đã hoàn thành dẫn đến sức chứa tối đa mới là 75.024 chỗ ngồi tại Bundesliga và 69.334 chỗ ngồi trong các trận đấu quốc tế. Việc mở rộng đã được phê duyệt vào tháng 1 năm 2015 để mở rộng sức chứa của sân vận động lên 75.000 chỗ ngồi cho các trận đấu ở Bundesliga và 70.000 chỗ ngồi cho các trận đấu ở Champions League.

### Xây dựng

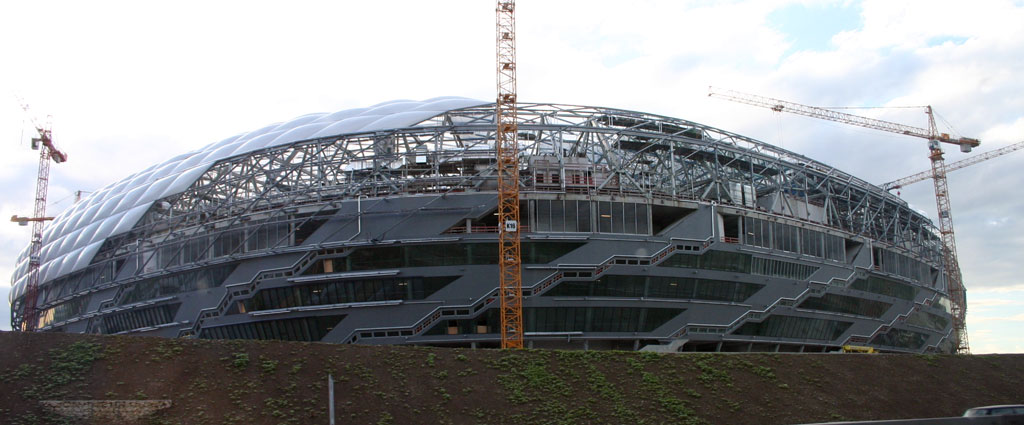
Allianz Arena đang được xây dựng (tháng 8 năm 2004).

Việc xây dựng sân vận động bắt đầu vào ngày 21 tháng 10 năm 2002 và chính thức khai trương vào ngày 30 tháng 5 năm 2005. Các nhà thiết kế chính là kiến trúc sư Herzog & de Meuron. Sân vận động được thiết kế sao cho lối vào chính của sân vận động sẽ là từ một lối đi dạo trên cao tách biệt với bãi đậu xe bao gồm bãi đậu xe ngầm lớn nhất châu Âu. Mái che của sân vận động có rèm cuốn tích hợp có thể được kéo qua lại trong các trận đấu để bảo vệ khỏi ánh nắng mặt trời.
- Tổng lượng bê tông được sử dụng trong quá trình xây dựng sân vận động: 120.000 m³
- Tổng lượng bê tông được sử dụng cho nhà để xe: 85.000 m³
- Tổng lượng thép được sử dụng trong quá trình xây dựng sân vận động: 22.000 tấn
- Tổng lượng thép sử dụng cho nhà để xe: 14.000 tấn

### Phát sáng bên ngoài
Mặt tiền của đấu trường được xây dựng bằng 2.874 tấm lá không khí ETFE được giữ cho thổi phồng với không khí khô đến áp suất chênh lệch 3,5 Pa. Các tấm có vẻ trắng từ xa nhưng khi kiểm tra kỹ, có rất ít chấm trên tấm. Khi nhìn từ xa, mắt kết hợp các chấm và nhìn thấy màu trắng. Tuy nhiên, khi nhìn cận cảnh, có thể nhìn xuyên qua lớp giấy bạc. Lá có độ dày 0,2 mm. Mỗi bảng điều khiển có thể được chiếu sáng độc lập với ánh sáng trắng, đỏ hoặc xanh lam. Các bảng được thắp sáng cho mỗi trận đấu với màu sắc của đội chủ nhà tương ứng - màu đỏ cho Bayern München, màu xanh cho TSV và màu trắng cho đội tuyển bóng đá quốc gia Đức. Màu trắng cũng được sử dụng khi sân vận động là một địa điểm trung lập, như trận chung kết UEFA Champions League 2012. Về mặt lý thuyết, có thể sử dụng các màu sắc khác hoặc nhiều màu hoặc sơ đồ ánh sáng hoán đổi, nhưng Cảnh sát München kiên quyết sử dụng hệ thống chiếu sáng một màu do một số vụ tai nạn ô tô trên A9 Autobahn gần đó với việc người lái xe bị phân tâm bởi đèn thay đổi.
Ý tưởng chiếu sáng mặt tiền sân vận động sáng tạo của Allianz Arena sau đó đã được áp dụng ở các địa điểm khác được xây dựng gần đây, như Sân vận động MetLife ở New Jersey, nơi sáng lên màu xanh lam cho Giants và màu xanh lá cây cho Jets của National Football League. Với chi phí điện cho ánh sáng khoảng 50 euro (75 đô la Mỹ) mỗi giờ, việc xây dựng phát ra đủ ánh sáng mà vào những đêm trời quang, sân vận động có thể dễ dàng được phát hiện từ các đỉnh núi của Áo, ví dụ: từ khoảng cách 50 dặm (80 km).

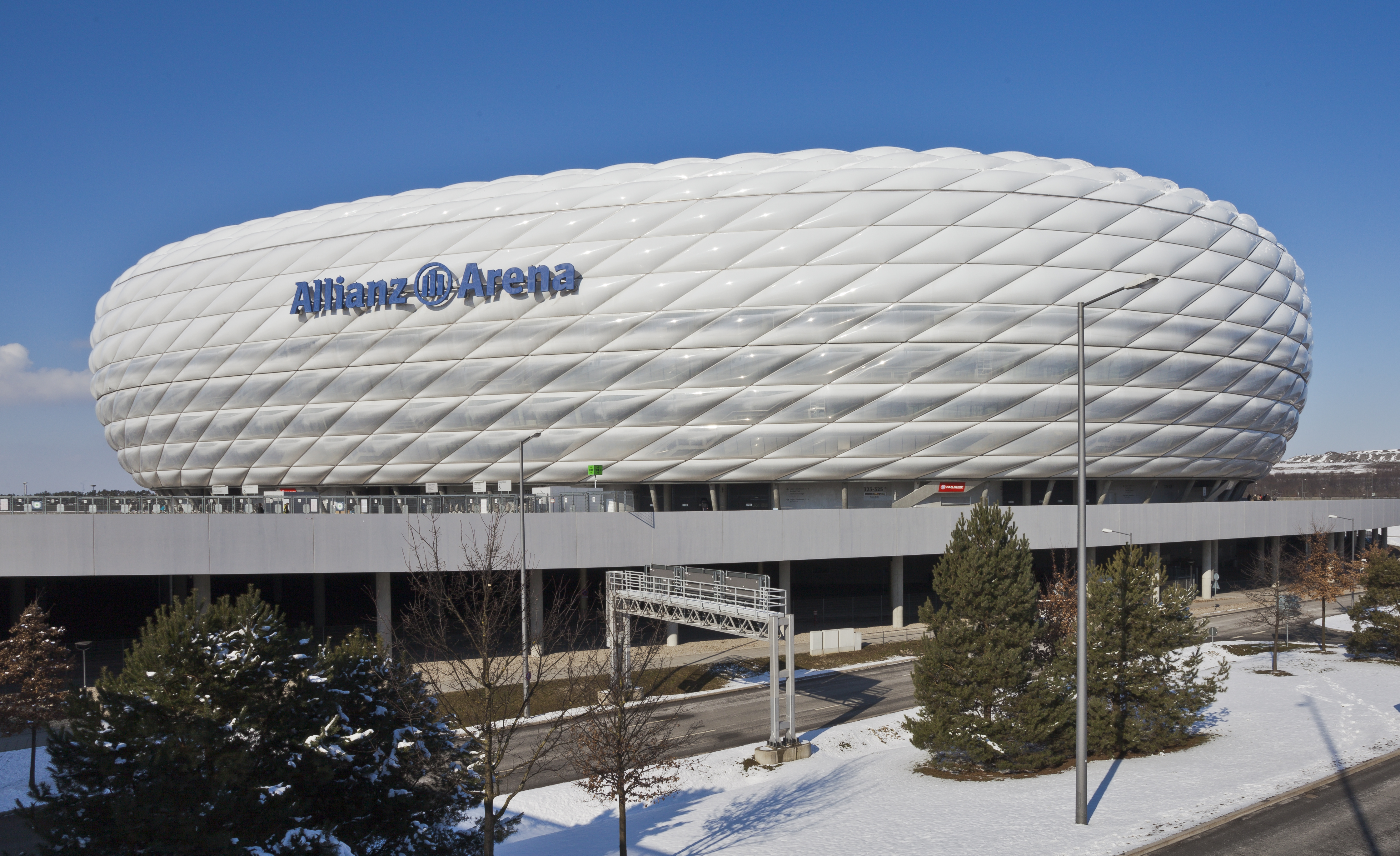
Allianz Arena

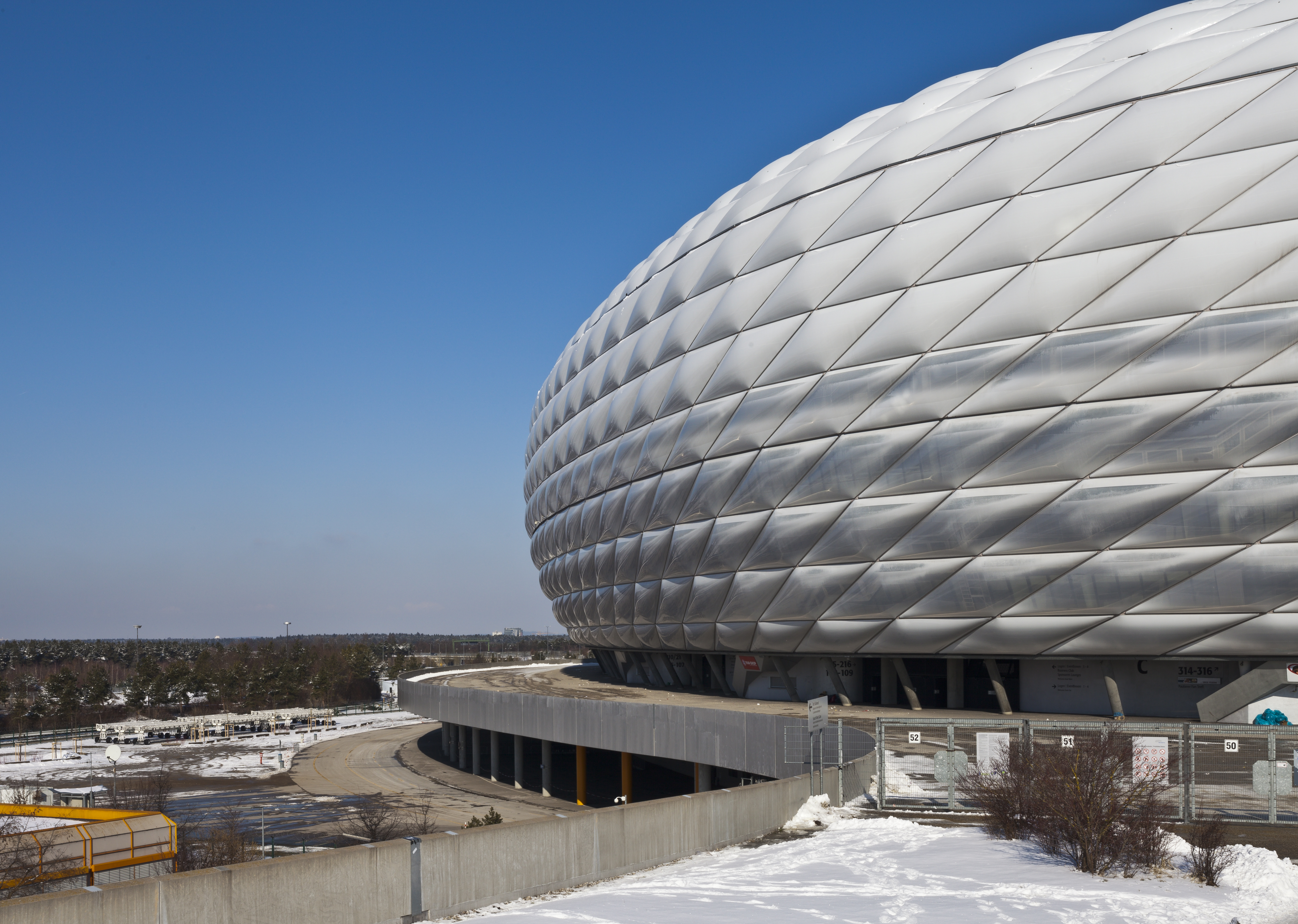
Allianz Arena

### Giao thông
Khách hàng có thể đậu xe trong cấu trúc bãi đậu xe lớn nhất châu Âu, bao gồm bốn nhà để xe bốn tầng với 9.800 chỗ đậu xe. Ngoài ra, 1.200 chỗ được xây dựng trong hai tầng đầu tiên của đấu trường, 350 chỗ dành cho xe buýt (240 chỗ ở đầu phía bắc và 110 chỗ ở lối vào phía nam), và 130 chỗ khác dành cho những người khuyết tật.
Sân vận động nằm cạnh nhà ga Fröttmaning U-Bahn. Đây là tuyến U6 của Tàu điện ngầm München.

### Vùng lân cận
Từ ga tàu điện ngầm ngay phía nam đấu trường, du khách tiếp cận sân vận động thông qua một công viên được thiết kế để gỡ rối và hướng dẫn họ đến lối vào. Một lối đi dạo cao dần từ mặt đất ở lối vào ga tàu điện ngầm, thực tế là xây dựng mái che của nhà để xe, đến lối vào của sân vận động. Ở phía bên kia của Autobahn, Đồi Fröttmaning với cối xay gió mang đến một khung cảnh tuyệt đẹp trên sân vận động. Ngoài ra, Romanesque Heilig-Kreuz-Kirche, cấu trúc lâu đời nhất trong khu vực của Thành phố München được thiết kế để phục vụ mục đích tôn giáo, được đặt ở đó cùng với bản sao của nó, một tác phẩm nghệ thuật bằng bê tông như một lời nhắc nhở cho ngôi làng Fröttmaning đã biến mất cùng với việc xây dựng Autobahn.

### Chủ sở hữu
Đấu trường được ủy quyền bởi Allianz Arena München Stadion GmbH, được thành lập vào năm 2001, và thuộc sở hữu của hai câu lạc bộ bóng đá gọi sân là sân nhà. Giám đốc điều hành của GmbH là Karl-Heinz Wildmoser, Jr. cho đến khi làm sáng tỏ vụ tham nhũng ở sân vận động (xem bên dưới). Kể từ đó, Bernd Rauch, Peter Kerspe và Walter Leidecker đã lãnh đạo công ty. Vào tháng 4 năm 2006, FC Bayern München đã mua 50% cổ phần của TSV 1860 München trong đấu trường với số tiền 11 triệu euro được báo cáo. Giám đốc điều hành 1860 Stefan Ziffzer tuyên bố rằng thỏa thuận đã ngăn cản mất khả năng thanh toán cho câu lạc bộ. Các điều khoản của thỏa thuận cho 1860 quyền mua lại 50% cổ phần của đấu trường với giá bán cộng với lãi suất bất kỳ lúc nào trước tháng 6 năm 2010. Vào tháng 11 năm 2007, 1860 München từ bỏ quyền đó. Trước đó, thu nhập của hai trận giao hữu mà cả hai câu lạc bộ đều chia đều thay vì số tiền đó sẽ được chuyển đến Allianz Arena GmbH. Do những bất ổn về tài chính của năm 1860 München, Bayern München đã tiếp quản toàn bộ cổ phần và hiện sở hữu 100% sân Allianz Arena.

### Tên gọi
Allianz đã trả những khoản tiền đáng kể để có quyền cho mượn tên sân vận động trong thời hạn 30 năm. Tuy nhiên, vì Allianz không phải là nhà tài trợ của World Cup 2006 và cũng không phải là nhà tài trợ chính thức của UEFA, nên logo của Allianz đã phải được gỡ bỏ trong World Cup và được che đi trong các trận đấu tại Champions League.

### Chi phí
Bản thân chi phí xây dựng đã lên tới 286 triệu euro nhưng chi phí tài chính đã nâng con số đó lên tổng cộng 340 triệu euro. Ngoài ra, thành phố và Tiểu bang đã chi khoảng 210 triệu euro để phát triển khu vực và cải thiện cơ sở hạ tầng.

## Phản ứng

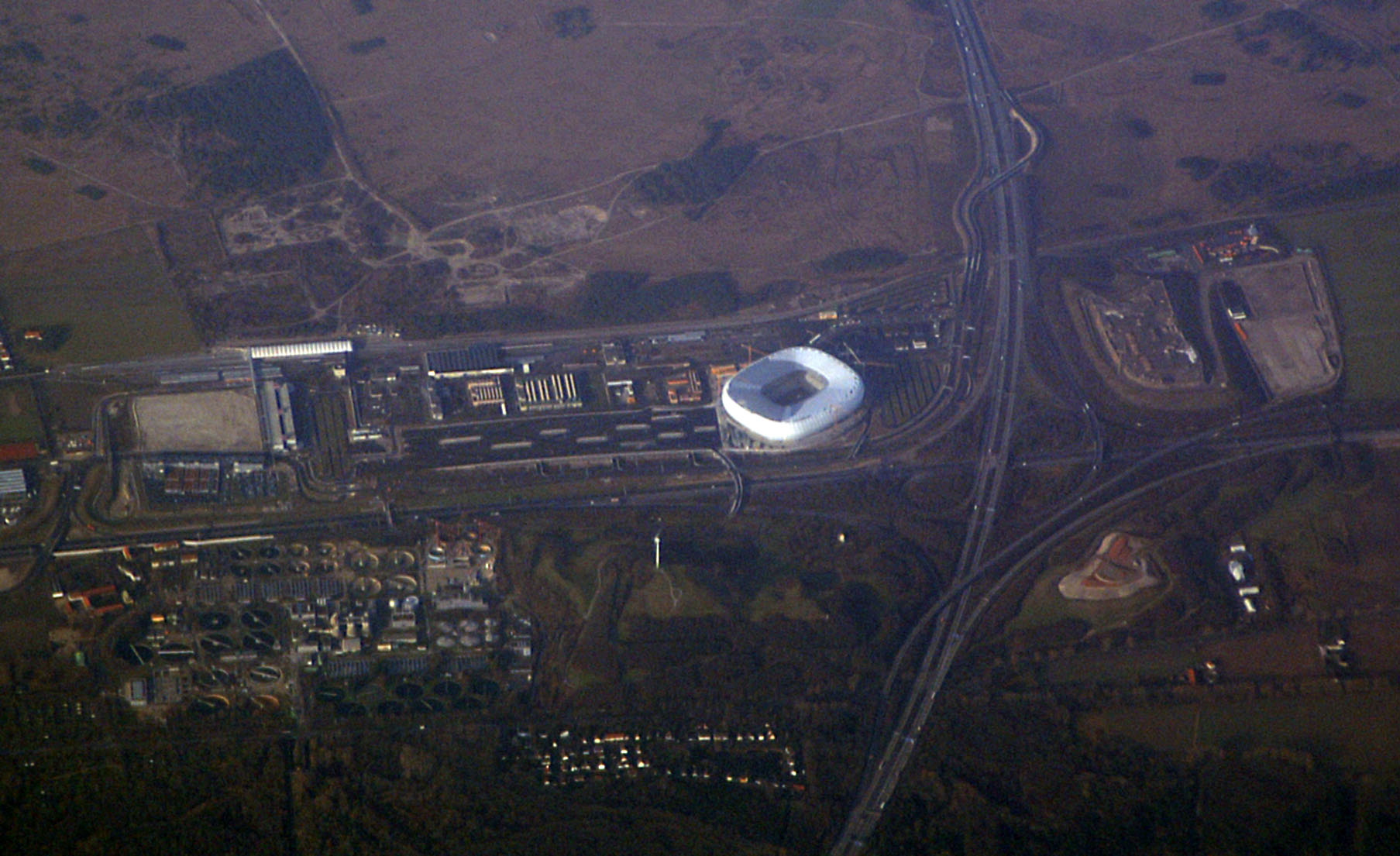
Ảnh chụp từ trên không của Allianz Arena với khu vực xung quanh ngay trước khi xây dựng hoàn thành (tháng 1 năm 2005)

Vào ngày 14 tháng 11 năm 2005, tại cuộc họp đại hội đồng thường niên, nhiều thành viên câu lạc bộ FC Bayern München đã phàn nàn về dự thảo không thoải mái bên trong đấu trường. Do đó, các cánh cửa có thể đóng được đã được lắp đặt và khán giả giờ đây có thể thưởng thức các trận đấu một cách thoải mái hơn.
Ultras và nhiều người hâm mộ khác đã phản đối tại một số trận đấu trên sân nhà không có chỗ ngồi và một số quy tắc của đấu trường mà họ coi là "không thân thiện với người hâm mộ". Ví dụ, một khán giả không được phép vào sân với một cái loa hoặc một cờ hiệu mà một người không được mang theo khi đang mở và các cột cờ hiệu có chiều dài trên một mét bị cấm. Điều đáng phàn nàn là những quy tắc này và chỗ ngồi của nhà thiết kế đã đặt một van điều tiết vào trải nghiệm của người hâm mộ. Sự hiện diện của một hàng rào lớn và lưới an toàn ở phía trước của đường cong phía nam (khối ghế dành riêng cho người hâm mộ của FC Bayern München) cũng thường bị chỉ trích.
Những lời phàn nàn này đã có một số thành công. Từ mùa giải 2006-07, các khối 112 và 113 đã được chuyển đổi thành bậc thang, theo phong cách thông thường của Đức để có thể lắp đặt ghế cho các trận đấu UEFA và quốc tế, có quy định yêu cầu chỗ ngồi cho tất cả khán giả.

## Lịch sử

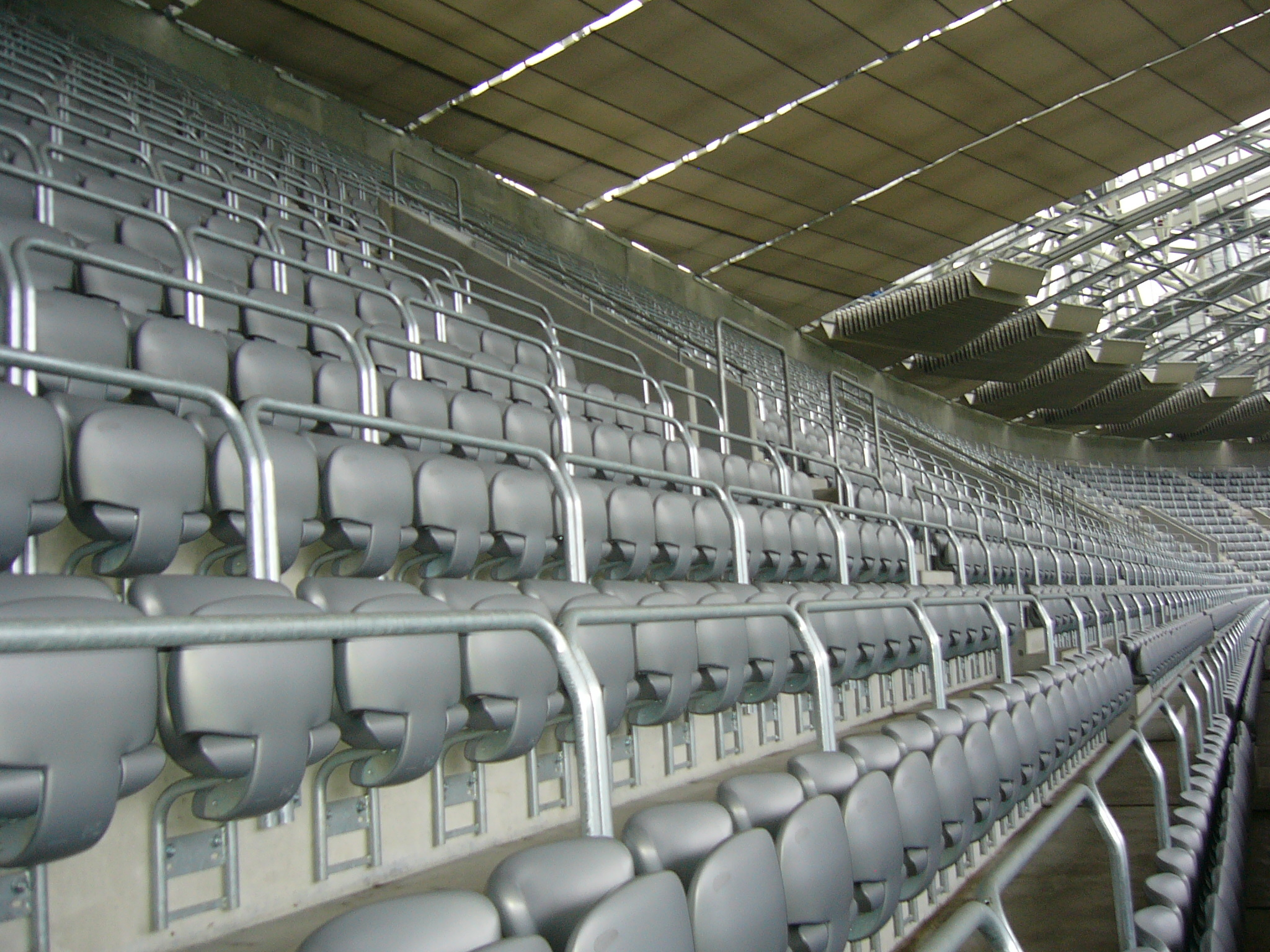
Khu vực chỗ ngồi của Allianz Arena

Vào ngày 21 tháng 10 năm 2002, các cử tri đã đi bỏ phiếu để xác định xem có nên xây dựng một sân vận động mới ở địa điểm này hay không và thành phố München có nên cung cấp cơ sở hạ tầng cần thiết hay không. Khoảng 2/3 số cử tri đã quyết định ủng hộ đề xuất này. Một giải pháp thay thế để xây dựng đấu trường mới là một cuộc tái thiết lớn của Sân vận động Olympic nhưng lựa chọn này đã bị kiến trúc sư Günter Behnisch từ chối.
Sau đó, công ty kiến trúc Herzog & de Meuron của Thụy Sĩ đã phát triển ý tưởng về sân vận động với bề ngoài nhìn xuyên thấu được làm bằng các tấm ETFE-foil, có thể chiếu sáng từ bên trong và tự làm sạch. Việc xây dựng bắt đầu vào mùa thu năm 2002 và hoàn thành vào cuối tháng 4 năm 2005.
Các ga Fröttmaning và Marienplatz của tuyến tàu điện ngầm U6 đã được mở rộng và cải thiện cùng với việc xây dựng nhà thi đấu. Ga tàu điện ngầm Fröttmaning được mở rộng từ hai lên bốn đường ray, trong khi ga Marienplatz U-Bahn được trang bị thêm các đường hầm kết nối dành cho người đi bộ chạy song song với đường ray tàu điện ngầm, dẫn đến phần S-Bahn của nhà ga, giảm bớt tắc nghẽn cho hành khách kết nối với Munich S-Bahn. Để có thể xử lý lượng giao thông bổ sung, Autobahn A9 đã được mở rộng thành ba và bốn làn đường đi mỗi chiều và một lối ra khác đã được thêm vào A99 ở phía bắc nhà thi đấu.
Vào ngày 19 tháng 5 năm 2012, trận chung kết UEFA Champions League 2011-12 được tổ chức tại Allianz Arena. Bayern München, đội bị cầm hòa với tư cách là đội chủ nhà, sẽ đá với Chelsea. Chelsea đã giành chiến thắng trên chấm phạt đền sau khi trận đấu hòa 1–1 sau hiệp chính và hiệp phụ. Quả phạt đền của Bastian Schweinsteiger chạm cột dọc bên trái của Petr Čech, và Didier Drogba ghi quả phạt đền quyết định. Vào ngày 25 tháng 5 năm 2012, Bayern đã mở một bảo tàng về lịch sử của mình, FC Bayern Erlebniswelt, bên trong Allianz Arena.

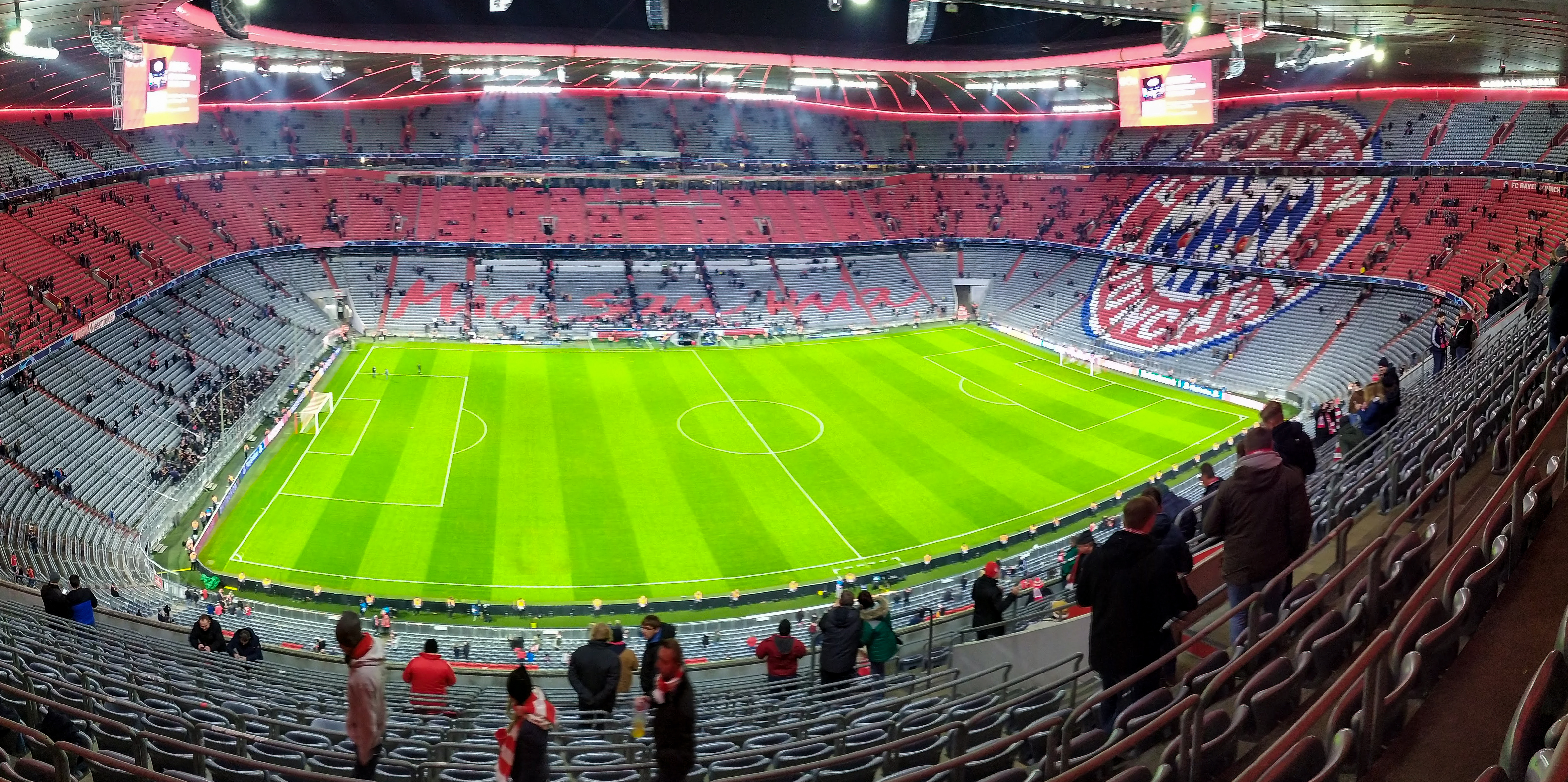
Bên trong sân vận động sau khi được "Bayern hóa" vào năm 2018.

Sau sự ra đi của TSV 1860 München khỏi sân vận động do xuống hạng 3. Liga mùa giải 2016-17, Bayern München tiếp tục mang đến cho Allianz Arena một cuộc cải tổ đáng kể một năm sau đó, thay thế những chiếc ghế màu xám cũ bằng những chiếc ghế mới tạo ra sự kết hợp đỏ và trắng, màu sắc của câu lạc bộ. Sân vận động hiện có biểu tượng của FC Bayern trên khán đài, dòng chữ "FC Bayern München" ở một bên và "Mia San Mia" - phương châm của câu lạc bộ - ở mặt khác. Hơn nữa, một số sửa đổi khác cũng đã được thực hiện, bao gồm mang một số lượng lớn hơn màu đỏ, các bức tường được trang trí bằng hình ảnh lịch sử của câu lạc bộ và cửa hàng FC Bayern.

### Vụ tham nhũng sân vận động
Giữa tháng 3 năm 2004 và tháng 8 năm 2006, một vụ tham nhũng liên quan đến sân vận động đã gây chấn động bóng đá thế giới và các tòa án Đức. Vào ngày 9 tháng 3, Karl-Heinz Wildmoser, Sr., chủ tịch TSV 1860 München, con trai ông Karl-Heinz Wildmoser, Jr., giám đốc điều hành của Allianz Arena München Stadion GmbH, và hai người khác bị buộc tội tham nhũng liên quan đến giải thưởng hợp đồng xây dựng đấu trường và bị tạm giữ. Vào ngày 12 tháng 3 năm 2004, Wildmoser Sr đã đạt được một thỏa thuận cầu xin và được trả tự do. Như một phần của thỏa thuận biện hộ, anh ta từ chức chủ tịch câu lạc bộ ba ngày sau đó, vào ngày 18 tháng 5, cuộc điều tra về hành vi của Wild đã được kết thúc.
Con trai của ông, Karl-Heinz Wildmoser, Jr., vẫn bị giam giữ. Tại phiên điều trần tại ngoại vào ngày 29 tháng 6, thẩm phán đã từ chối bảo lãnh với lý do nguy hiểm cho chuyến bay và cản trở công lý. Biện lý Quận nộp đơn tố cáo vào ngày 23 tháng 8 năm 2004, buộc tội ông gian lận, tham nhũng và trốn thuế. Trường hợp là Wildmoser, Jr đã trúng thầu hợp đồng xây dựng với mức giá quá cao, cung cấp cho nhà xây dựng người Áo Alpine thông tin nội bộ giúp nhà xây dựng giành được hợp đồng và đổi lại nhận được 2,8 triệu euro.
Vào ngày 13 tháng 5 năm 2005, Karl-Heinz Wildmoser, Jr. bị kết tội và bị tòa án München kết án 4 năm rưỡi tù giam. Anh ta được tại ngoại trong khi chờ kháng cáo. Tòa án Tư pháp Liên bang đã bác đơn kháng cáo vào tháng 8 năm 2006.

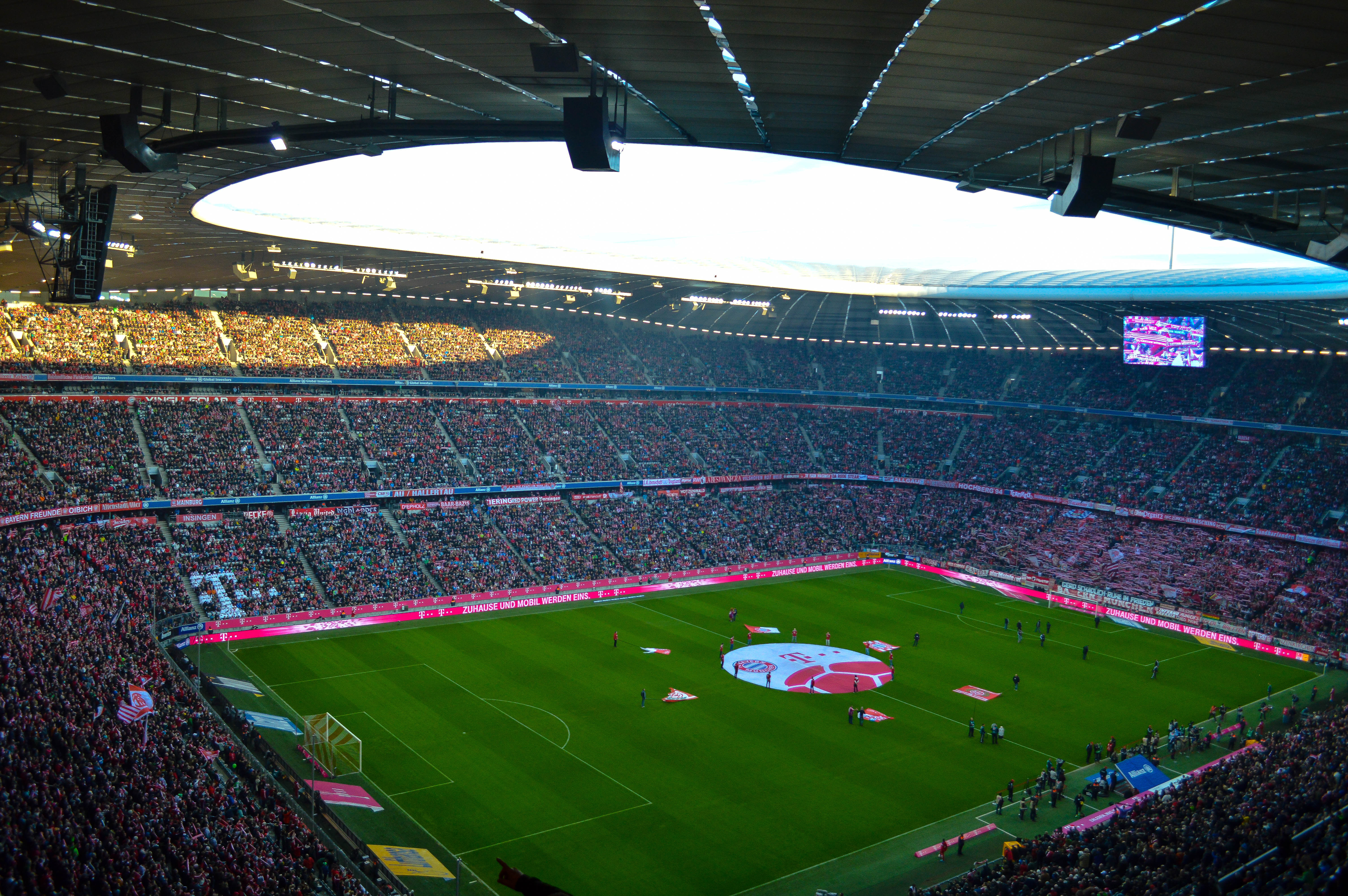
Allianz Arena trong một trận đấu vào tháng 11 năm 2014

### Ngày khánh thành

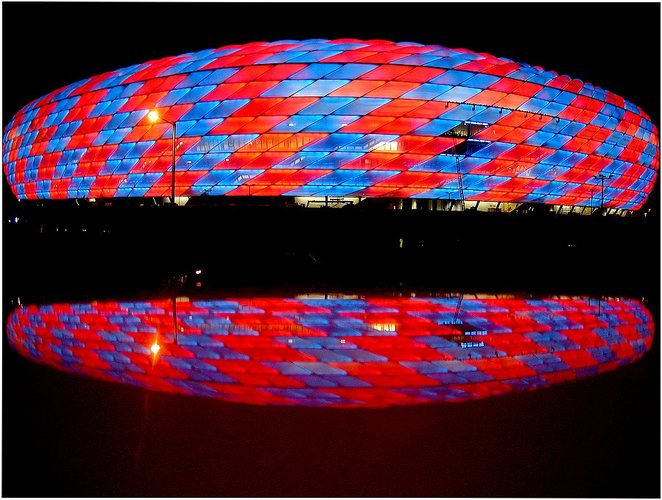
Chiếu sáng thử nghiệm vào tháng 3 năm 2005

Vào ngày 30 tháng 5 năm 2005, 1860 München chơi một trận đấu giao hữu với 1. FC Nürnberg. Ngày hôm sau, nhà vô địch kỷ lục của Đức là Bayern München đã chơi một trận đấu với đội tuyển bóng đá quốc gia Đức. Cả hai trận đấu đã được bán hết vé từ đầu tháng 3 năm 2005. Patrick Milchraum của TSV 1860 đã ghi bàn thắng chính thức đầu tiên tại sân vận động.
Vào ngày 2 tháng 6, trước nhu cầu cao, trận "derby đấu trường" đầu tiên đã diễn ra giữa hai đội thuê. TSV 1860 đã chiến thắng trận đấu đó với bàn thắng của Paul Agostino.
Trước ngày khai mạc, các đội cựu sinh viên của cả hai câu lạc bộ đã chơi với nhau trong một trận đấu giao hữu trước 30.000 người, nơi tất cả các chức năng của sân vận động đều được kiểm tra kỹ lưỡng.
Bàn thắng đầu tiên của sân vận động trong một trận đấu thuộc về Roy Makaay của FC Bayern trong trận bán kết giải Cúp Liên đoàn bóng đá Đức 2005 vào ngày 26 tháng 7 năm 2005. Cũng trong trận đấu đó, Thomas Hitzlsperger của VfB Stuttgart đã ghi bàn thắng đầu tiên trong một trận đấu chính thức bởi một đội khách. Trận đấu kết thúc với chiến thắng 2–1 cho Stuttgart.
Bàn thắng đầu tiên trong một trận đấu tại giải đấu được ghi bởi Owen Hargreaves của FC Bayern khi đội nhà giành chiến thắng 3–0 trong trận mở màn Bundesliga mùa giải 2005-06 trước Borussia Mönchengladbach vào ngày 5 tháng 8 năm 2005. Bàn thắng đầu tiên trong một trận đấu tại giải đấu của đội khách được ghi bởi Dynamo Dresden vào ngày 9 tháng 9 năm 2005 trong trận đấu 2. Bundesliga với 1860 München. Trận đấu đó đã kết thúc với tỷ số 1–2 trước toàn bộ khán giả nhà bao gồm khoảng 20.000 - 22.000 người hâm mộ đã đến München từ Dresden để dự khán trận đấu. Do đó, Dresden trở thành đội khách đầu tiên giành chiến thắng trong một trận đấu tại Allianz Arena.
Bàn thắng đầu tiên Bayern München ghi được tại Allianz Arena được ghi bởi Miroslav Klose của Werder Bremen vào ngày 5 tháng 11 năm 2005 ở phút đầu tiên của trận đấu. Đây vẫn là bàn thắng duy nhất của đội khách trong ngày hôm đó khi trận đấu nghiêng về FC Bayern với tỷ số chung cuộc 3–1.
FC Bayern đã phá vỡ kỷ lục bán vé liên tiếp của mình bằng cách bán ra combo mười trận sân nhà đầu tiên tại Allianz Arena.

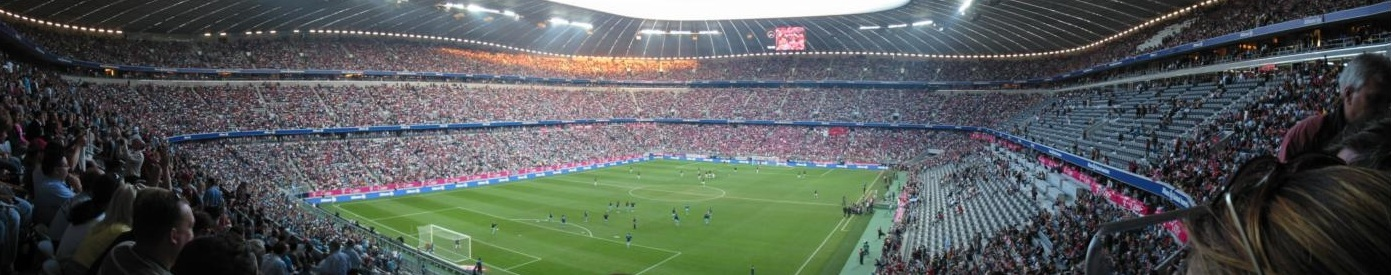
Bên trong Allianz Arena trong trận đấu giữa Bayern München và 1860 München, 10 tháng 6 năm 2005.

## Các trận đấu quốc tế

### Giải vô địch bóng đá thế giới 2006
Sân vận động là một trong những địa điểm tổ chức Giải vô địch bóng đá thế giới 2006. Tuy nhiên, do hợp đồng tài trợ, sân vận động này được gọi là FIFA World Cup Stadium Munich trong thời gian diễn ra World Cup.
Các trận đấu sau đây được diễn ra tại sân vận động trong World Cup 2006:
| Ngày                | Thời giam (CEST) | Đội #1      | Kết quả | Đội #2               | Vòng                   | Khán giả |
| ------------------- | ---------------- | ----------- | ------- | -------------------- | ---------------------- | -------- |
| 9 tháng 6 năm 2006  | 18:00            | Đức         | 4–2     | Costa Rica           | Bảng A (trận khai mạc) | 66.000   |
| 14 tháng 6 năm 2006 | 18:00            | Tunisia     | 2–2     | Ả Rập Xê Út          | Bảng H                 | 66.000   |
| 18 tháng 6 năm 2006 | 18:00            | Brasil      | 2–0     | Úc                   | Bảng F                 | 66.000   |
| 21 tháng 6 năm 2006 | 21:00            | Bờ Biển Ngà | 3–2     | Serbia và Montenegro | Bảng C                 | 66.000   |
| 24 tháng 6 năm 2006 | 17:00            | Đức         | 2–0     | Thụy Điển            | Vòng 16 đội            | 66.000   |
| 5 tháng 7 năm 2006  | 21:00            | Bồ Đào Nha  | 0–1     | Pháp                 | Bán kết                | 66.000   |

### Giải vô địch bóng đá châu Âu 2020
Sân vận động đã tổ chức ba trận đấu vòng bảng và một trận tứ kết tại Giải vô địch bóng đá châu Âu 2020.
| Ngày                | Thời gian (UTC+02) | Đội #1     | Kết quả | Đội #2  | Vòng   | Khán giả |
| ------------------- | ------------------ | ---------- | ------- | ------- | ------ | -------- |
| 15 tháng 6 năm 2021 | 21:00              | Pháp       | 1–0     | Đức     | Bảng F | 13.000   |
| 19 tháng 6 năm 2021 | 18:00              | Bồ Đào Nha | 2–4     | Đức     | Bảng F | 12.926   |
| 23 tháng 6 năm 2021 | 21:00              | Đức        | 2–2     | Hungary | Bảng F | 12.413   |
| 2 tháng 7 năm 2021  | 21:00              | Bỉ         | 1–2     | Ý       | Tứ kết | 12.984   |

### Giải vô địch bóng đá châu Âu 2024

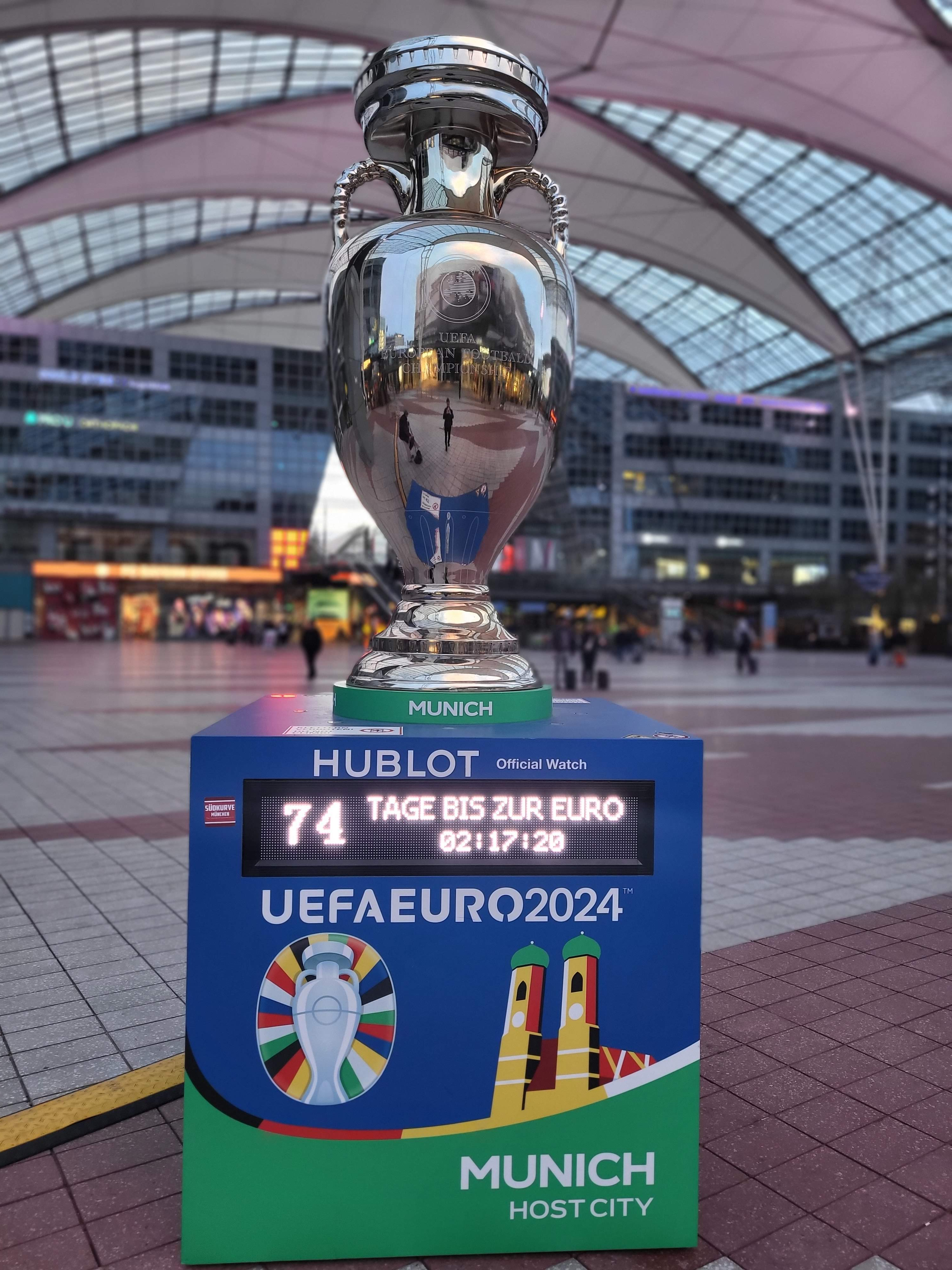
Đồng hồ đếm ngược cho UEFA Euro 2024 trước Sân bay Munich

Sân vận động này đã tổ chức bốn trận đấu vòng bảng, một trận đấu ở vòng 16 đội và một trận bán kết tại Giải vô địch bóng đá châu Âu 2024.
| Ngày                | Giờ   | Đội #1      | Kết quả | Đội #2   | vòng                   | Khán giả |
| ------------------- | ----- | ----------- | ------- | -------- | ---------------------- | -------- |
| 14 tháng 6 năm 2024 | 21:00 | Đức         | 5–1     | Scotland | Bảng A (trận khai mạc) | 65,052   |
| 17 tháng 6 2024     | 15:00 | România     | 3–0     | Ukraina  | Bảng E                 | 61,591   |
| 20 tháng 6 2024     | 15:00 | Slovenia    | 1–1     | Serbia   | Bảng C                 | 63,028   |
| 25 tháng 6 2024     | 21:00 | Đan Mạch    | 0–0     | Serbia   | Bảng C                 | 64,288   |
| 2 tháng 7 2024      | 18:00 | România     | 0–3     | Hà Lan   | Vòng 16                | 65,012   |
| 9 tháng 7 2024      | 21:00 | Tây Ban Nha | 2–1     | Pháp     | Bán kết                | 62,042   |

### Đội tuyển bóng đá quốc gia Đức
| Ngày                 |     | Kết quả |              | Giải đấu                    |
| -------------------- | --- | ------- | ------------ | --------------------------- |
| 17 tháng 10 năm 2007 | Đức | 0–3     | Cộng hòa Séc | Vòng loại Euro 2008         |
| 3 tháng 3 năm 2010   | Đức | 0–1     | Argentina    | Giao hữu                    |
| 6 tháng 9 năm 2013   | Đức | 3–0     | Áo           | Vòng loại World Cup 2014    |
| 29 tháng 3 năm 2016  | Đức | 4–1     | Ý            | Giao hữu                    |
| 6 tháng 9 năm 2018   | Đức | 0–0     | Pháp         | UEFA Nations League 2018-19 |